# Andrzej Maryniarczyk
Andrzej Maryniarczyk SDB (ur. 26 stycznia 1950 w Witowie, zm. 27 grudnia 2020 w Lublinie) – polski duchowny rzymskokatolicki, salezjanin, filozof i metafizyk, profesor nauk humanistycznych.

## Życiorys
Odbył studia filozoficzno-teologiczne w Wyższym Seminarium Duchownym Towarzystwa Salezjańskiego w Krakowie (1970–1976) oraz studia filozoficzne na Katolickim Uniwersytecie Lubelskim (1976–1979). Dysertację doktorską pt. Metoda separacji a metafizyka, której promotorem był Mieczysław Albert Krąpiec, obronił w 1983 na Wydziale Filozofii KUL. Stopień doktora habilitowanego uzyskał tamże w 1992 w oparciu o rozprawę System metafizyki. Analiza przedmiotowo-zbornego poznania. Tytuł profesora nauk humanistycznych otrzymał 27 kwietnia 2001.
W latach 1980–1987 był wicerektorem i kierownikiem studiów w Wyższym Seminarium Duchownym Towarzystwa Salezjańskiego w Krakowie. Od 1985 do 1987 prowadził wykłady zlecone na Katolickim Uniwersytecie Lubelskim. W 1987 został pracownikiem etatowym KUL, w 1995 objął stanowisko profesora nadzwyczajnego. W 1996 został kierownikiem Katedry Metafizyki (przekształconej w roku następnym w Zakład Metafizyki), a w 1999 – kierownikiem Sekcji Filozofii Teoretycznej KUL.  Odbył nadto stypendia naukowe w Monachium (1984), Toronto (1993) i Leuven (1997).
Był redaktorem naczelnym Powszechnej Encyklopedii Filozofii, która ukazała się w dziesięciu tomach w latach 2000–2009.
Zmarł na COVID-19.

## Odznaczenia
- Krzyż Komandorski Orderu Odrodzenia Polski za wybitne zasługi dla rozwoju filozofii oraz kultury chrześcijańskiej, za osiągnięcia w działalności naukowej publicystycznej (2020, pośmiertnie)[6][7]
- Złoty Krzyż Zasługi za zasługi w pracy naukowo-dydaktycznej, za działalność organizacyjną i społeczną (2008)[8]
- Złoty Medal "Zasłużony Kulturze Gloria Artis" (2017)[9]
- Medal „Zasłużony dla Nauki Polskiej Sapientia et Veritas” za szczególne za zasługi dla szkolnictwa wyższego i nauki, w tym za wybitne osiągnięcia w zakresie działalności naukowej, dydaktycznej oraz organizacyjnej (2023, pośmiertnie)[10]

## Wybrane publikacje
- Metoda separacji a metafizyka. Związek formowania pojęcia bytu z determinacją przedmiotu metafizyki, Lublin 1985
- System metafizyki. Analiza „przedmiotowo-zbornego” poznania, Lublin 1991
- Pluralistyczna interpretacja rzeczywistości. Dzieje arystotelesowskiej koncepcji substancji, Lublin 1998
- Metafizyka w ekologii, Lublin 1999
- Monistyczna i dualistyczna interpretacja rzeczywistości, wyd. 2, Lublin 2001
- O przyczynach, partycypacji i analogii, Lublin 2005
- Odkrycie wewnętrznej struktury bytów, Lublin 2006
- Racjonalność i celowość świata osób i rzeczy, wyd. 2, Lublin 2007
- Człowiek wobec świata. Studium z metafizyki realistycznej, Lublin 2009
- The monistic and dualistic interpretation of reality, Lublin 2010
- The realistic interpretation of reality, Lublin 2015

## Publikacje - pełna lista

### Książki autorskie[11]
- Metoda separacji a metafizyka: Związek formowania pojęcia bytu z determinacją przedmiotu metafizyki, Lublin: RW KUL 1985.
- System metafizyki: Analiza „przedmiotowo-zbornego" poznania, Lublin: RW KUL 1991.
- Tomizm: Dla-czego?, Lublin: Lubelska Szkoła Filozofii Chrześcijańskiej 1994; wyd. 2 poszerz. Lublin: PTTA 2001.
- Rozmowy o metafizyce (z M. A. Krąpcem), Lublin: Stow. Młodzieżowe „Żyć i Poznawać” 1997; Lublin: PTTA 2002; oraz w: M. A. Krąpiec, O rozumienie świata, Lublin: Wyd. KUL 2002, s. 7-82; Besedy o metafizykę: S Mecislavom A. Krompcom besedujet Andzej Marynarcik, per. A. Gorodecki, Lublin: PTTA 1999.
- O rozumieniu metafizyki: Monistyczna i dualistyczna interpretacja rzeczywistości, Lublin: PTTA 1998; Monistyczna i dualistyczna interpretacja rzeczywistości, wyd. 2, Lublin: PTTA 2001; wyd. 3, Lublin: PTTA 2006 (Zeszyty z metafizyki, nr 1); The Monistic and Dualistic Interpretation of Reality, transl. H. McDonald, Lublin: PTTA 2010 (Notebooks of Metaphysics, Vol. 1).
- Pluralistyczna interpretacja rzeczywistości: Dzieje arystotelesowskiej koncepcji substancji, Lublin: PTTA, 1998; Pluralistyczna interpretacja rzeczywistości, wyd. 2, Lublin: PTTA 2004 (Zeszyty z metafizyki, nr 2); The Pluralistic Interpretation of Reality, transl. H. McDonald, Lublin: PTTA 2011 (Notebooks of Metaphysics, Vol. 2).
- Metafizyka w ekologii, Lublin: RW KUL 1999.
- Realistyczna interpretacja rzeczywistości, Lublin: PTTA 1999; wyd. 2, Lublin: PTTA 2005 (Zeszyty z metafizyki, nr 3); The Realistic Interpretation of Reality, transl. H. McDonald, Lublin: PTTA 2015 (Notebooks of Metaphy- sics, Vol. 3).
- Racjonalność i celowość świata osób i rzeczy, Lublin: PTTA 2000; wyd. 2, Lublin: PTTA 2007 (Zeszyty z metafizyki, nr 4); Rationality and Finality of the World of Persons and Things, transl. H. McDonald, Lublin: PTTA 2016 (Notebooks of Metaphysics, Vol. 4).
- Metoda metafizyki realistycznej, wraz z tekstem komentarza św. Tomasza z Akwinu do 5. i 6. kwestii Boecjusza De Trinitate w przekładzie A. Białka, Lublin: Wyd. KUL 2005.
- Odkrycie wewnętrznej struktury bytów, Lublin: PTTA 2006 (Zeszyty z metafizyki, nr 5); Discovery of the Internal Structure of Being, transl. H. McDonald, Lublin-Roma: PTTA 2018 (Notebooks of Metaphysics, Vol. 5).
- O przyczynach, partycypacji i analogii, Lublin: PTTA 2005 (Zeszyty z metafizyki, nr 6); On Causes, Participation, and Analogy, transl. H. McDonald, Lublin: PTTA 2017 (Notebooks of Metaphysics, Vol. 6).
- Człowiek wobec świata: Studium z metafizyki realistycznej, Lublin: PTTA 2009.
- The Lublin Philosophical School (z M. A. Krąpcem), transl. H. McDonald, Lublin: PTTA 2010.
- Metafizyka a ontologie: Próby przezwyciężania metafizyki i ich paradoksy, Lublin: PTTA 2015 (Zeszyty z metafizyki, nr 7).
- Dlaczego stworzenie „ex nihilo’’: Teoria metafizycznego kreacjonizmu, Lublin: PTTA 2018.

### Redakcje i współredakcje publikacji naukowych[12]
- Arystoteles, Metafizyka = Ta meta ta fysika = Metaphysica, tekst pol. oprac. M. A. Krąpiec, A. Maryniarczyk, na podstawie tłum. T. Żeleźnika, t. 1-2, Lublin: RW KUL 1996; Metafizyka, Warszawa: De Agostini 2003; Metafizyka = Ta meta ta fysika = Metaphysica, wyd. 2, Lublin: PTTA 2017.
- Poznanie bytu czy ustalanie sensów?, red. A. Maryniarczyk, M. J. Gondek, Lublin: PTTA 1999.
- Św. Tomasz z Akwinu (S. Thomae Aquinatis), Quaestiones disputatae de veritate = Dysputy problemowe o prawdzie, tłum. A. Białek, tekst sprawdzili i popr. M. A. Krąpiec, A. Maryniarczyk, red. nauk. A. Maryniarczyk, Lublin: RW KUL 1999; św. Tomasz z Akwinu, Dysputa o prawdzie: Dysputy problemowe
- Kwestia 1, przekł. A. Białek, tekst przekł. przejrzeli M. A. Krąpiec, A. Maryniarczyk, wyd. 2, Lublin: PTTA 2018.
- Powszechna encyklopedia filozofii, red. nacz. A. Maryniarczyk, t. 1-10, Lublin: PTTA 2000-2009.
- Rozum otwarty na wiarę: „»Fides et ratio« - w rocznicę ogłoszenia": IIMiędzynarodowe Sympozjum Metafizyczne (KUL, 9-10.XII.1999), red. A. Maryniarczyk, A. Gudaniec, Lublin: PTTA 2000.
- Osoba i realizm w filozofii, red. nauk. A. Maryniarczyk, K. Stępień, Lublin: PTTA 2002.
- Św. Tomasz z Akwinu (S. Thomae Aquinatis), Quaestiones disputatae de bono, de appetitu boni et voluntate = Dysputy problemowe o dobru, o pożądaniu dobra
- O woli, tłum. A. Białek, tekst sprawdzili i popr. M. A. Krąpiec, A. Maryniarczyk, red. nauk. A Maryniarczyk, Lublin: Wyd. KUL 2003; św. Tomasz z Akwinu, Dysputy o dobru: Dysputy problemowe o prawdzie. Kwestie 21-22, przekł. A. Białek, tekst przekł. przejrzeli M. A. Krąpiec, A. Maryniarczyk, Lublin: PTTA 2019.
- Błąd antropologiczny, red. nauk. A. Maryniarczyk, K. Stępień, Lublin: PTTA 2003.
- Metafizyka w filozofii, red. nauk. A. Maryniarczyk, K. Stępień, Lublin: PTTA 2004.
- Analogia w filozofii, red. nauk. A. Maryniarczyk, K. Stępień, P. Skrzydlewski, Lublin: PTTA 2005.
- 400 lat Witowa: 1606-2006, red. A. Maryniarczyk, Witów-Lublin: Parafia Matki Bożej Szkaplerznej-PTTA 2006.
- Substancja, natura, prawo naturalne, red. nauk. A. Maryniarczyk, K. Stępień, P. Gondek, Lublin: PTTA 2006.
- Św. Tomasz z Akwinu (S. Thomae Aquinatis), Quaestiones disputatae de ideis, de scientia Dei = Dysputy problemowe o ideach, o wiedzy Boga, tłum. A. Białek, tekst sprawdzili i popr. M. A. Krąpiec, A. Maryniarczyk, red. nauk. A. Maryniarczyk, Lublin: Wyd. KUL 2006.
- Dusza, umysł, ciało: Spór o jedność bytową człowieka, red. nauk. A. Maryniarczyk, K. Stępień, Lublin: PTTA 2007.
- Spór o cel: Problematyka celu i celowościowego wyjaśniania, red. nauk. A. Maryniarczyk, K. Stępień, P. Gondek, Lublin: PTTA 2008.
- Św. Tomasz z Akwinu (S. Thomae Aquinatis), Quaestiones disputatae de sensualitate, depassionibus animae = Dysputy problemowe o zmysłowości, o uczuciach, tłum. A. Białek, tekst sprawdzili i popr. M. A. Krąpiec, A. Maryniarczyk, red. nauk. A. Maryniarczyk, Lublin: Wyd. KUL 2008; św. Tomasz z Akwinu, Dysputy o uczuciach: Dysputy problemowe o prawdzie. Kwestie 2—26, przekł. A. Białek, tekst przekł. przejrzeli M. A. Krąpiec, A. Maryniarczyk, wyd. 2, Lublin: PTTA 2020.
- Spór o rozumienie filozofii, red. nauk. A. Maryniarczyk, K. Stępień, Lublin: PTTA 2009.
- Osoba i uczucia, red. nauk. A. Maryniarczyk, K. Stępień, P. Gondek, Lublin: PTTA 2010.
- Polski Arystoteles XX wieku, red. A. Maryniarczyk, Lublin: PTTA 2010.
- Św. Tomasz z Akwinu (S. Thomae Aquinatis), Quaestiones disputatae de synderesi, de conscientia = Dysputy problemowe o synderezie, o sumieniu, tłum. A. Białek, tekst sprawdzili i popr. M. A. Krąpiec, A. Maryniarczyk, red. nauk. A. Maryniarczyk, Lublin: Wyd. KUL 2010; św. Tomasz z Akwinu, Dysputy o sumieniu: Dysputy problemowe o prawdzie. Kwestie 16 i 17, przekł. A. Białek, tekst przekł. przejrzeli M. A. Krąpiec, A. Maryniarczyk, Lublin: PTTA 2018.
- Encyklopedia filozofii polskiej, red. nacz. A. Maryniarczyk, t. 1-2, Lublin: PTTA 2011.
- Spór o prawdę, red. nauk. A. Maryniarczyk, K. Stępień, P. Gondek, Lublin: PTTA 2011.
- Promotor kultury klasycznej, red. A. Maryniarczyk, T. Duma, K. Stępień, Lublin: PTTA 2011.
- Słownik - przewodnik filozoficzny, red. nacz. A. Maryniarczyk, Lublin: PTTA 2012.
- Spór o dobro, red. nauk. A. Maryniarczyk, K. Stępień, P. Gondek, Lublin: PTTA 2012.
- W trosce o rozumienie człowieka, red. nauk. A. Maryniarczyk, T. Duma, K. Stępień, Lublin: PTTA 2012.
- Spór o piękno, red. nauk. A. Maryniarczyk, K. Stępień, Z. Pańpuch, Lublin: PTTA 2013.
- W trosce o godziwe prawo, red. nauk. A. Maryniarczyk, T. Duma, K. Stępień, Lublin: PTTA 2013.
- O uniwersytecie, red. nauk. A. Maryniarczyk, T. Duma, K. Stępień, Lublin: PTTA 2014.
- Spór o naturę ludzką, red. nauk. A. Maryniarczyk, K. Stępień, A. Gudaniec, Lublin: PTTA 2014.
- O polityce, red. nauk. A. Maryniarczyk, T. Duma, K. Stępień, Lublin: PTTA 2015.
- Spór o początek i koniec życia ludzkiego, red. nauk. A. Maryniarczyk, A. Gudaniec, Z. Pańpuch, Lublin: PTTA 2015.
- Pierwszy polski metafizyk, red. A. Maryniarczyk, P. Gondek, K. Stępień, Lublin: PTTA 2016.
- Wokół antropologii Karola Wojtyły, red. nauk. A. Maryniarczyk, P. Sulenta, T. Duma, Lublin: PTTA 2016.
- O dobru wspólnym, red. nauk. A. Maryniarczyk, T. Duma, K. Stępień, Lublin: PTTA 2017.
- O metafizyce Arystotelesa: U podstaw filozofowania realistycznego, red. nauk. A. Maryniarczyk, N. Kunat, A. Pańpuch, Lublin: PTTA 2017.
- Nieprzemijająca nowośćfilozofii św. Tomasza z Akwinu, red. nauk. A. Maryniarczyk, N. Gondek, W. Daszkiewicz, Lublin: PTTA 2018.
- O realizm w filozofii, red. nauk. A. Maryniarczyk, T. Duma, K. Stępień, Lublin: PTTA 2018.
- Spór o metafizykę: W10. rocznicę śmierci o. Mieczysława A. Krąpca OP, red. nauk. A. Maryniarczyk, N. Gondek, A. Mamcarz-Plisiecki, Lublin: PTTA 2019.
- W służbie uniwersytetu i Kościoła, red. nauk. A. Maryniarczyk, T. Duma, K. Stępień, Lublin: PTTA 2019.
- Arystoteles, Analityki pierwsze, Analityki wtóre, przekł. i oprac. M. A. Wesoły, red. tomu A. Maryniarczyk, Lublin: PTTA 2020.
- Kim jest człowiek? Współczesne debaty antropologiczne, red. nauk. A. Maryniarczyk, N. Gondek, Lublin: PTTA 2020.

### Artykuły naukowe[13]
- O filozofii w "filozofii", "Znak" 33 (1981) nr 9, s. 1290-1297.
- Inculturazione nei paesi a idologia marxista sull’esempio della Polonia, w: Inculturazione e formazione Salesiana, a cura di A. Armato, A. Strus, Roma: Editrice SDB 1984, s. 289-302.
- Problemy metody formowania pojęcia bytu, "Studia Philosophiae Christianae" 23 (1987) nr 2, s. 81-93.
- Czy "system" metafizyki? (Wstępne ustalenia dotyczące pojęcia "systemu" metafizyki), "Zeszyty Naukowe KUL" 31 (1988) nr 4, 3-17.
- Podstawy rozumienia i interpretacji separacji metafizycznej, "Studia Philosophiae Christianae" 24 (1988) nr 2, s. 139-160.
- autonomiczne pojęcie systemu metafizyki (cz. 1), "Roczniki Filozoficzne" 37-38 (1989-1990) z. 1, s. 291-309.
- Proces wyodrębniania przedmiotu metafizyki - separacja, "Studia Philosophiae Christianae" 26 (1990) nr 2, s. 55-87.
- Elementy "systemu metafizyki", "Principia" 3 (1991), s. 37-48.
- Is There a "System" of Metaphysics?, w: Atti del IX Congresso Tomistico Interna- zionale, [Vol.] 2: Noetica, critica e metafisica in chiave tomistica, Citta del Vaticano: Libreria Editrice Vaticana 1991, s. 237-246.
- Kilka pytań odnośnie do krytyki "Metafizyki" Mieczysława A. Krąpca przeprowadzonej przez Adama Nowaczyka, "Zeszyty Naukowe KUL" 34 (1991) nr 3-4, s. 123-130.
- Transcendentalia a poznanie metafizyczne, "Roczniki Filozoficzne" 39-40 (19911992) z. 1, s. 305-322.
- Uwarunkowania logicznej charakterystyki języka metafizyki, "Studia Philosophiae Christianae" 27 (1991) nr 2, s. 109-117.
- Systemy a filozofia, "Człowiek w Kulturze" 1 (1992), s. 59-73.
- Z dziejów badań nad systemem metafizyki klasycznej, "Studia Philosophiae Christianae" 28 (1992) nr 1, s. 105-118.
- O autonomiczne rozumienie systemu metafizyki (cz. 2), "Roczniki Filozoficzne" 41 (1993) z. 1, s. 195-221.
- Dekalog a prawo naturalne, "Człowiek w Kulturze" 3 (1994), s. 133-150.
- Dlaczego tomizm dziś?, "Człowiek w Kulturze" 2 (1994), s. 143-164.
- Na straży wspólnego dobra, w: U źródeł tożsamości kultury europejskiej, red. T. Rakowski, Lublin: Lubelska Szkoła Filozofii Chrześcijańskiej 1994, s. 94-97.
- O źródłach i formie papieskiego nauczania moralnego w encyklice "Veritatis splendor", w: U źródeł tożsamości kultury europejskiej, red. T. Rakowski, Lublin: Lubelska Szkoła Filozofii Chrześcijańskiej 1994, s. 131-133.
- Poznanie źródłowe - metafizyka, w: U źródeł tożsamości kultury europejskiej, red. T. Rakowski, Lublin: Lubelska Szkoła Filozofii Chrześcijańskiej 1994, s. 22-25.
- Spór o filozofię, w: U źródeł tożsamości kultury europejskiej, red. T. Rakowski, Lublin: Lubelska Szkoła Filozofii Chrześcijańskiej 1994, s. 29- 34.
- Tomizm - filozofia czy teologia?, w: U źródeł tożsamości kultury europejskiej, red. T. Rakowski, Lublin: Lubelska Szkoła Filozofii Chrześcijańskiej 1994, s. 41-43.
- Aby przywrócić "mowę" rzeczom, "Człowiek w Kulturze" 6-7 (1995), s. 331-336.
- Czy Bóg ukrywa się przed człowiekiem, w: Czytając "Przekroczyć próg nadziei", T. Styczeń, Z. Zdybicka, Lublin: RW KUL 1995, s. 32-37.
- Demokracja a demokracje, "Filozofia: Czasopismo Koła Filozoficznego Studentów KUL" (1995) nr 24, s. 85-88.
- Filozoficzne "obrazy" człowieka a psychologia, "Człowiek w Kulturze" 6-7 (1995), 77-99.
- Pierwsze zasady wyrazem racjonalnego istnienia bytu: Interpretacja metafizycznych pierwszych zasad, "Zeszyty Naukowe KUL" 35 (1992) nr 3-4, s. 29-43.
- Spór o przedmiot filozofii, "Przegląd Uniwersytecki KUL" 8 (1995) nr 2, s. 20-21.
- Tomizm egzystencjalny a dziś filozofii, w: Filozofować dziś: Z badań nad filozofią najnowszą, A. Bronk, Lublin: TN KUL 1995, s. 283-300.
- Wezwani do wiary odważnej, w: Czytając "Przekroczyć próg nadziei", T. Styczeń, Z. Zdybicka, Lublin: RW KUL 1995, s. 187- 189.
- Wezwanie do wiary czynnej i odważnej, "Przegląd Uniwersytecki KUL" 8 (1995) nr 2, s. 14.
- Źródła sporu o miejsce i rolę "ratio" w rozwoju człowieka: (Człowiek a rozum), "Człowiek w Kulturze" 4-5 (1995), s. 45-71.
- Filozoficzne obrazy człowieka a psychologia, w: Człowiek - wartości - sens, K. Popielski, Lublin: RW KUL 1996, s. 95-113.
- Transcendentalia w perspektywie historycznej: (Od archi do antytranscendentaliów), "Roczniki Filozoficzne" 43 (1995) z. 1, s. 139-164.
- Aktualność tomizmu, w: M. A. Krąpiec [i in.], Wprowadzenie do filozofii, 2, Lublin: RW KUL 1996, s. 705-739; wyd. 2 poszerz., Lublin: Wyd. KUL, s. 705-739; wyd. 3, Lublin: Wydawnictwo KUL 2012, s. 705-739 (oraz w: Wprowadzenie do filozofii: Przewodnik, t. 3: Rozumieć filozofię i naukę, red. P. Gondek, Lublin: Wyd. IEN 2000, s. 255-293).
- Logika formalna a metafizyka, w: M. A. Krąpiec [i in.], Wprowadzenie do filozofii, 2, Lublin: RW KUL 1996, s. 643-671; wyd. 2 poszerz. Lublin: Wyd. KUL 2003, s. 643-671; wyd. 3, Lublin: Wyd. KUL 2012, s. 643-671 (oraz w: Wprowadzenie do filozofii: Przewodnik, t. 3: Rozumieć filozofię i naukę, red. P. Gondek, Lublin: Wyd. IEN 2000, s. 137-167).
- U podstaw ekologicznego rozumienia rzeczywistości, "Człowiek i Przyroda" (1996) nr 5, s. 83-95.
- Definicje "niepełnosprawności" a obraz człowieka, w: Integracja osób niepełnosprawnych w społeczności lokalnej, pod red. A. Jurosa, W. Otrębskiego, Lublin: FŚCEDS 1997, s. 89-94.
- Filozoficzne podstawy nienaruszalności życia ludzkiego, w: Człowiek nieuleczalnie chory, pod red. B. Blocka, W. Otrębskiego, Lublin: WNS KUL 1997, s. 18-32.
- Kongresowe rozmowy o wolności ludzkiej (z P. Jaroszyńskim), "Człowiek w Kulturze" 9 (1997), s. 11-19.
- Wolność a prawda, "Człowiek w Kulturze" 9 (1997), s. 61-71.
- Wolność a prawda, w: Wolność we współczesnej kulturze: Materiały V Światowego Kongresu Filozofii Chrześcijańskiej KUL Lublin 20-25 sierpnia 1996, red. Z. J. Zdybicka [i in.], Lublin: RW KUL 1997, s. 309-317.
- Zarys ekologicznej filozofii: (U podstaw ekologicznego rozumienia rzeczywistości), "Zeszyty Naukowe KUL" 39 (1996) nr 3-4, s. 111-126.
- Człowiek - istota otwarta na prawdę i dobro, "Człowiek w Kulturze" 11 (1998), s. 185-201.
- Freedom and Truth (Truth as a Way to Freedom), w: Freedom in Contemporary Cul- ture: Acts of the World Congress of Christian Philosophy Catholic University of Lublin 20-25 August 1996, redaction committee Z. Zdybicka [i in.], Vol. 1, Lublin: The University Press of the Catholic University of Lublin 1998, s. 527-534.
- Kreacjonizm jako punkt zwrotny w interpretacji rzeczywistości, w: Filozofia - wzloty i upadki: XXXIX Tydzień Filozoficzny KUL 3-6 marca 1997, red. A. Gudaniec, A. Nyga, Lublin: RW KUL 1998, s. 59-85.
- Logos i ethos filozofii, "Człowiek w Kulturze" 10 (1998), s. 31-41.
- O etosie nauczyciela w ujęciu św. Tomasza z Akwinu, w: Pedagogika katolicka: Zagadnienia wybrane, pod red. A. Rynio, Stalowa Wola: Oficyna Wyd. Fundacji Uniwersyteckiej 1999, s. 397-402.
- Człowiek - istota otwarta na transcendencję, "Łódzkie Studia Teologiczne" 8 (1999), s. 105-117.
- Czym jest ludzka wolność?, "Paedagogia Christiana" 3 (1999), s. 5-18.
- Dialogos sobre la metafisica: De la historia de la metafisica. Desarrollo de la for- mación del concepto de ser (z M. A. Krąpcem), "Pensamiento y Cultura" (1999) nr 2, s. 115-133.
- Dlaczego kryzys wiedzy o człowieku?, "Człowiek w Kulturze" 12 (1999), s. 93-103.
- Andrzej Maryniarczyk SDB [autobiogram], "Ruch Filozoficzny" 46 (1999) nr 3-4, s. 452-457.
- O ethosie nauczyciela, w: O Europie i edukacji, M. J. Gondek, Lublin: Fundacja Servire Veritati 1999, s. 47-53.
- Pierwsze zasady "wyrazem" porządku racjonalnego: Interpretacja metafizycznych pierwszych zasad, w: św. Tomasz z Akwinu (S. Thomae Aquinatis), Quaestio- nes disputatae de veritate = Dysputy problemowe o prawdzie, tłum. A. Białek, Lublin: RW KUL 1999, s. 213-243 (oraz w: św. Tomasz z Akwinu, Dysputa o prawdzie: Dysputy problemowe o prawdzie. Kwestia 1, przekł. A. Białek, wyd. Lublin: PTTA 2018, s. 341-355).
- Spór o metodę poznania realistycznego: Abstrakcja czy separacja?, w: Poznanie bytu czy ustalanie sensów?, A. Maryniarczyk, M. J. Gondek, Lublin: PTTA 1999, s. 55-85.
- Thomas'Image of Man, w: Actas del IV Congreso International de la S.I.T.A., Cordoba: Publicaciones Obra Social y Cultural Cajasur 1999, s. 1581-1586.
- Wolność na miarę człowieka, "Roczniki Filozoficzne" 47 (1999) z. 2, s. 179-196.
- Transcendentalia a poznanie metafizyczne, w: św. Tomasz z Akwinu (S. Thomae Aquinatis), Quaestiones disputatae de veritate = Dysputy problemowe o prawdzie, tłum. A. Białek, Lublin: RW KUL 1999, s. 167-183 (oraz w: św. Tomasz z Akwinu, Dysputa o prawdzie: Dysputy problemowe o prawdzie. Kwestia 1, przekł. A. Białek, wyd. 2, Lublin: PTTA 2018, s. 199-219).
- Transcendentalia w perspektywie historycznej: Od arche do antytranscendentaliów, w: św. Tomasz z Akwinu (S. Thomae Aquinatis), Quaestiones disputatae de veritate = Dysputy problemowe o prawdzie, tłum. A. Białek, Lublin: RW KUL 1999, s. 117-140 (oraz w: św. Tomasz z Akwinu, Dysputa o prawdzie: Dysputy problemowe o prawdzie. Kwestia 1, przekł. A. Białek, wyd. 2, Lublin: PTTA 2018, s. 131-160).
- Le conseguenze pratiche del nichilismo teoretico: (Dal nichilismo all’ecologia), w: G. Baget Bozzo [i in.], La navicella della metafisica: Dibattito sul nichilismo e la "terza navigazione’, Roma: Armano 2000, s. 132-140.
- Dlaczego filozofia bytu, w: Rozum otwarty na wiarę: "»Fides et ratio« - w rocznicę ogłoszenia": II Międzynarodowe Sympozjum Metafizyczne (KUL, 9-10.Xn.1ggg), A. Maryniarczyk, A. Gudaniec, Lublin: PTTA 2000, s. 67-76.
- Veritas sequitur esse, "Roczniki Filozoficzne" 48 (2000) z. 1, s. 79-102 (oraz w: św. Tomasz z Akwinu, Dysputa o prawdzie: Dysputy problemowe o prawdzie. Kwestia 1, przekł. A. Białek, wyd. 2, Lublin 2018, s. 265-289; Veritas sequitur esse: Truth as a Consequence of the Existence of Things, H. McDonald, w: Metaphysik heute = Metaphysics today, hrsg. T. Guz, E. Szczurko, L. Bruś- niak, Frankfurt am Main: P. Lang 2009, s. 119-131).
- W poszukiwaniu źródeł prawdy, "Człowiek w Kulturze" 13 (2000), s. 83-95.
- Dobro bytu, w: Wierność rzeczywistości: Księga pamiątkowa z okazji jubileuszu 50-lecia pracy naukowej na KUL O. Prof. Mieczysława A. Krąpca, Lublin: PTTA 2001, s. 129-143.
- Filozofia jako posługa prawdzie, w: Filozofia i teologia w życiu człowieka, P. Mazanka, Warszawa 2001, s. 150-159.
- Narody dobrem społeczeństw czy zagrożeniem?, "Cywilizacja" (2002) nr 1, s. 24-28.
- Byt jako ratio recta speculabilium i podstawa wyróżnienia dziedziny poznania teoretycznego, w: Osoba i realizm w filozofii, nauk. A. Maryniarczyk, K. Stępień, Lublin: PTTA 2002, s. 215-231.
- Man - a Being Looking for the Source of Truth, w: Persona humana, Imago Dei et Christi in historia: Atti del Congresso Internazionale, Roma 6-8 settemb- re 2000, 2, a cura di M. M. Rosii, T. Rossi, Roma: Angelicum 2002, s. 123-136.
- Religia wobec pseudoreligii, "Cywilizacja" (2003) nr 3, s. 16-21.
- Bonum sequitur esse rei, w: św. Tomasz z Akwinu (S. Thomae Aquinatis), Qua- estiones disputatae de bono, de appetitu boni et voluntate = Dysputy problemowe o dobru, o pożądaniu dobra i o woli, tłum. A. Białek, Lublin: Wyd. KUL 2003, s. 185-198 (oraz w: św. Tomasz z Akwinu, Dysputy o dobru: Dysputy problemowe o prawdzie. Kwestie 21-22, przekł. A. Białek, Lublin: PTTA 2019, s. 209-225).
- Dobro bytu, w: św. Tomasz z Akwinu (S. Thomae Aquinatis), Quaestiones disputatae de bono, de appetitu boni et voluntate = Dysputy problemowe o dobru, o pożądaniu dobra i o woli, tłum. A. Białek, Lublin: Wyd. KUL 2003, s. 213-224 (pt. Byty jako nośniki dobra, w: św. Tomasz z Akwinu, Dysputy o dobru: Dysputy problemowe o prawdzie. Kwestie 21-22, przekł. A. Białek, Lublin: PTTA 2019, s. 245-259).
- Koncepcja bytu a rozumienie człowieka, w: Błąd antropologiczny, nauk. A. Maryniarczyk, K. Stępień, Lublin: PTTA 2003, s. 73-121.
- Metafizyka jako specyficzny rodzaj poznania w kulturze zachodniej, w: Przyszłość cywilizacji Zachodu, red. P. Jaroszyński [i in.], Lublin: Fundacja Rozwoju Kultury Polskiej 2003, s. 91-109.
- O niespełnionym "proroctwie" o Europie, "Cywilizacja" (2003) nr 4-5, s. 16-19.
- "Powszechna Encyklopedia Filozofii" w służbie studenta, dziennikarza i polityka, "Człowiek w Kulturze" 15 (2003), s. 123-136.
- zapomnianej misji uniwersytetów europejskich, "Człowiek w Kulturze" 16 (2004), s. 49-57.
- Rozumienie rzeczywistości a kultura techniczna, w: Kultura wobec techniki, red. P. Jaroszyński, I. Chłodna, P. Gondek, Lublin: Fundacja "Lubelska Szkoła Filozofii Chrześcijańskiej" 2004, s. 45-58.
- Spór o przedmiot metafizyki realistycznej, w: Metafizyka w filozofii, nauk. A. Maryniarczyk, K. Stępień, Lublin: PTTA 2004, s. 61-85.
- Spór o przedmiot metafizyki realistycznej, "Edukacja Filozoficzna" 37 (2004), 37-52.
- Osoba - rodzina - naród a Europa, "Człowiek w Kulturze" 17 (2005), s. 159-164.
- Potrzeba kształcenia metafizycznego, w: Filozofia i edukacja, red. P. Jaroszyński, P. Tarasiewicz, I. Chłodna, Lublin: Fundacja "Lubelska Szkoła Filozofii Chrześcijańskiej" 2005, s. 33-43.
- Transcendentalia i metafizyczne pierwsze zasady fundamentem racjonalnego poznania świata, w: Analogia w filozofii, red. nauk. A. Maryniarczyk, K. Stępień, P. Skrzydlewski, Lublin: PTTA 2005, s. 43-68.
- Czy filozofia może być państwowa?, w: Człowiek i państwo, red. P. Jaroszyński, P. Tarasiewicz, I. Chłodna, Lublin: Fundacja "Lubelska Szkoła Filozofii Chrześcijańskiej" 2006, s. 45-60.
- Koncepcja substancji w ujęciu Arystotelesa i św. Tomasza z Akwinu, w: Substancja, natura, prawo naturalne, nauk. A. Maryniarczyk, K. Stępień, P. Gondek, Lublin: PTTA 2006, s. 89-119.
- [Ojciec profesor Mieczysław A. Krąpiec], w: Niestrudzony sługa prawdy, red. M. Nawracała-Urban, Lublin: PTTA 2006, s. 80, 86, 99, 104-105, 107, 114, 122, 124-129, 154.
- Ostateczna racja poznania bytów jednostkowych, w: św. Tomasz z Akwinu (S. Thomae Aquinatis), Quaestiones disputatae de ideis, de scientia Dei = Dysputy problemowe o ideach, o wiedzy Boga, tłum. A. Białek, Lublin: Wyd. KUL 2006, s. 225-231.
- Służba prawdzie służbą człowiekowi, w: Oblicza prawdy: Materiały z sympozjum w Wyższej Szkole Kultury Społecznej i Medialnej, Toruń 22 stycznia 2005, Toruń: Wydawnictwo Wyższej Szkoły Kultury Społecznej i Medialnej 2006, 27-40.
- W rocznicę urodzin ojca prof. Mieczysława A. Krąpca, "Principia: Ekspres Filozoficzny" (2006) nr 39, s. 47-49.
- W poszukiwaniu integralnego obrazu człowieka: (Dwie wielkie syntezy wiedzy o człowieku), w: Renesansowy ideał chrześcijaństwa: Źródła jedności narodów Europy, W. Sajdek, Lublin: Wyd. KUL 2006, s. 13-56.
- Wyodrębnianie metody poznawania bytów jednostkowych, w: św. Tomasz z Akwinu (S. Thomae Aquinatis), Quaestiones disputatae de ideis, de scientia Dei = Dysputy problemowe o ideach, o wiedzy Boga, tłum. A. Białek, Lublin: Wyd. KUL 2006, s. 313-336.
- Czyżby wracało stare? Uwagi do tekstu prof. Marka Styczyńskiego, "Principia: Ekspres Filozoficzny" (2007) nr 42, s. 48-50.
- [Głos w dyskusji], w: Racjonalność w etyce: Normatywna moc prawdy, K. Krajewski, Lublin: Wyd. KUL 2007, s. 154-156, 162-161.
- O ethosie i logosie współczesnego wychowawcy, w: 100 lat Salezjanów w Przemyślu (1907-2007), J. Gocko, K. Skałka, Przemyśl: Poligrafia Inspektoratu Towarzystwa Salezjańskiego 2007, s. 141-158.
- O ethosie nauczyciela, "Forum Nauczycieli" (2007) nr 1, s. 3-14.
- Przełom w dziejach polskiej filozofii: Koncepcja filozofii metafizycznej Mieczysława A. Krąpca OP, "Człowiek w Kulturze" 19 (2007), s. 73-97.
- Źródła dehumanizacji współczesnej kultury i polityki: (Czytając teksty Jana Pawła II: "Pamięć i tożsamość" oraz "Przekroczyć próg nadziei"), w: Polityka a religia, red. P. Jaroszyński, P. Tarasiewicz, I. Chłodna, Lublin: Fundacja "Lubelska Szkoła Filozofii Chrześcijańskiej" 2007, s. 16-31.
- Racjonalność w etyce a normatywna moc prawdy, w: Racjonalność w etyce: Normatywna moc prawdy, K. Krajewski, Lublin: Wyd. KUL 2007, s. 131-141.
- Źródła różnorodnych koncepcji jedności bytowej człowieka, w: Dusza, umysł, ciało: Spór o jedność bytową człowieka, nauk. A. Maryniarczyk, K. Stępień, Lublin: PTTA 2007, s. 71-96.
- Dlaczego kreacjonizm?, w: Ewolucjonizm czy kreacjonizm, red. P. Jaroszyński [i in.], Lublin: Fundacja "Lubelska Szkoła Filozofii Chrześcijańskiej" 2008, s. 41-91.Doskonaląca byty funkcja dobra-celu, w: Spór o cel: Problematyka celu i celowoś- ciowego wyjaśniania, red. nauk. A. Maryniarczyk, K. Stępień, P. Gondek, Lublin: PTTA 2008, s. 457-465.
- Prawa rodziny - między treścią prawa naturalnego a prawem stanowionym: W poszukiwaniu antropologiczno-metafizycznego fundamentu Karty Praw Rodziny, w: 25 lat Karty Praw Rodziny: Aktualność i wartość przesłania, W. Wieczorek, M. Brzeziński, Lublin: Polihymnia 2008, s. 24-42.
- W jaki sposób dusza połączona z ciałem doznaje uczuć?, w: św. Tomasz z Akwinu (S. Thomae Aquinatis), Quaestiones disputatae de sensualitate, depassionibus animae = Dysputy problemowe o zmysłowości, o uczuciach, tłum. A. Białek, Lublin: Wyd. KUL 2008, s. 293-298 (oraz w: św. Tomasz z Akwinu, Dysputy o uczuciach: Dysputy problemowe o prawdzie. Kwestie 25-26, przekł. A. Białek, wyd. 2, Lublin: PTTA 2020, s. 345-351).
- Zmysły a rozum: Problem wzajemnego odniesienia, w: św. Tomasz z Akwinu (S. Thomae Aquinatis), Quaestiones disputatae de sensualitate, de passionibus animae = Dysputy problemowe o zmysłowości, o uczuciach, tłum. A. Białek, Lublin: Wyd. KUL 2008, s. 341-345 (oraz w: św. Tomasz z Akwinu, Dysputy o uczuciach: Dysputy problemowe o prawdzie. Kwestie 25-26, przekł. A. Białek, wyd. 2, Lublin: PTTA 2020, s. 353-358).
- Dlaczego byt istnieje, skoro nie musi? Zwrotny punkt w filozoficznym wyjaśnianiu świata, w: Filozofia o religii: Prace dedykowane siostrze profesor Zofii Józefie Zdybickiej, W. Dłubacz, Lublin: PTTA 2009, s. 233-254.
- Dlaczego filozofia realistyczna? (Od Arystotelesa do Krąpca i z powrotem), w: Spór o rozu- mieniefilozofii, nauk. A. Maryniarczyk, K. Stępień, Lublin: PTTA 2009, s. 27-50.
- Filozofia (metafizyka) w kształceniu uniwersyteckim, "Człowiek w Kulturze" 21 (2009-2010), 57-82.
- Koncepcja współczesnej filozofii realistycznej - metafizyki: Od Arystotelesa i św. Tomasza z Akwinu do Mieczysława A. Krąpca, "Zeszyty Naukowe KUL" 52 (2009) nr 2, s. 83-94.
- prof. Mieczysław Albert Krąpiec, czł. rzecz. PAN (1921-2008): Odszedł Mistrz. Nauczyciel wielu pokoleń polskich filozofów, "Biuletyn Informacyjny Oddziału PAN w Lublinie" 14 (2009), s. 132-135.
- The Lublin Philosophical School (z M. A. Krąpcem), transl. H. McDonald, w: Metaphysik heute = Metaphysics today, T. Guz, E. Szczurko, L. Bruś- niak, Frankfurt am Main: P. Lang 2009, s. 167-209.Metaphysics in the Lublin Philosophical School (z M. A. Krąpcem), transl. H. McDonald, w: Metaphysik heute = Metaphysics today, hrsg. T. Guz, E. Szczurko, L. Bruśniak, Frankfurt am Main: P. Lang 2009, s. 133-165.
- właściwą miarę sprawiedliwego działania, w: Sprawiedliwość - idee a rzeczywistość, red. Piotr Jaroszyński [i in.], Lublin: Fundacja "Lubelska Szkoła Filozofii Chrześcijańskiej" 2009, s. 15-25.
- Powszechna encyklopedia filozofii próbą ogarnięcia i systematyzacji filozofii: Układ dyscyplin i struktura filozofii realistycznej, w: Powszechna encyklopedia filozofii, 10: Suplement, Lublin: PTTA 2009, s. 885-887.
- Rola filozofii w kształceniu humanistycznym, w: Edukacja katolicka: Szanse i zagrożenia, K. Bieliński, Toruń: Wydawnictwo Wyższej Szkoły Kultury Społecznej i Medialnej 2009, s. 72-86.
- Rola języka naturalnego w metafizyce realistycznej, w: Gaudium in litteris: Księga jubileuszowa ku czci Księdza Arcybiskupa Profesora Stanisława Wielgusa, S. Janeczek, W. Bajor, M. M. Maciołek, Lublin: Wyd. KUL 2009, s. 665-677.
- Starożytne i średniowieczne źródła esencjalizacji metafizyki Arystotelesa i jej skutki dla filozofii nowożytnej, w: W kręgu zagadnień filozofii XVII wieku, H. Jakuszko, L. Kopciuch, Lublin: Lubelskie Towarzystwo Naukowe 2009, s. 11-27.
- Tajemnica zła, "Cywilizacja" (2009) nr 31, s. 22-31.
- Z dziejów powstania "Powszechnej encyklopedii filozofii", w: Powszechna encyklopedia filozofii, 10: Suplement, Lublin: PTTA 2009, s. 863-880.
- Z dziejów powstania "Powszechnej encyklopedii filozofii", w: Spór o rozumienie filozofii, nauk. A. Maryniarczyk, K. Stępień, Lublin: PTTA 2009, s. 281-299.
- Casus cnoty wendety a terroryzm: Filozoficzna próba analizy terroryzmu, w: Terroryzm - dawniej i dziś, red. P. Jaroszyński [i in.], Lublin: Fundacja "Lubelska Szkoła Filozofii Chrześcijańskiej" 2011, s. 7-19.
- Czym jest sumienie? Analiza pierwszego artykułu kwestii "De conscientia", w: św. Tomasz z Akwinu (S. Thomae Aquinatis), Quaestiones disputatae de synderesi, de conscientia = Dysputy problemowe o synderezie, o sumieniu, tłum. A. Białek, Lublin: Wyd. KUL 2010, s. 147-153 (oraz w: św. Tomasz z Akwinu, Dysputy o sumieniu: Dysputy problemowe o prawdzie. Kwestie 16 i 17, przekł. A. Białek, Lublin: PTTA 2018, s. 165-173).
- Czym jest syndereza? Analiza pierwszego artykułu kwestii "De synderesi", w: św. Tomasz z Akwinu (S. Thomae Aquinatis), Quaestiones disputatae de synderesi, de conscientia = Dysputy problemowe o synderezie, o sumieniu, tłum. A. Białek,Lublin: Wyd. KUL 2010, s. 93-101 (oraz w: św. Tomasz z Akwinu, Dysputy o sumieniu: Dysputy problemowe o prawdzie. Kwestie 16 i 17, przekł. A. Białek, Lublin: PTTA 2018, s. 99-109).
- Miejsce i rola uczuć w strukturze bytowej człowieka, w: Osoba i uczucia, nauk. A. Maryniarczyk, K. Stępień, P. Gondek, Lublin: PTTA 2010, s. 39-57 (oraz w: św. Tomasz z Akwinu, Dysputy o uczuciach: Dysputy problemowe o prawdzie. Kwestie 25-26, przekł. A. Białek, wyd. 2, Lublin: PTTA 2020, s. 371-386).
- Istota (bytu) w ujęciu Arystotelesa i św. Tomasza z Akwinu, "Roczniki Filozoficzne" 58 (2010) nr 1, s. 155-173.
- Autorytet metafizyki realistycznej, "Człowiek w Kulturze" 22 (2011-2012), s. 33-44.
- Czym i dla-kogo jest szczęście?, "Roczniki Pastoralno-Katechetyczne" 3 (2011), s. 59-77.
- Personalizm metafizyczny a personalizm Wincentego Granata, w: Współczesny fenomen osoby, K. Guzowski, G. Barth, Lublin: Wyd. KUL 2011, s. 47-60.
- Problem prawdy w filozofii realistycznej, w: Spór o prawdę, nauk. A. Maryniarczyk, K. Stępień, P. Gondek, Lublin: PTTA 2011, s. 235-260.
- Rola języka naturalnego w metafizyce realistycznej, "Roczniki Humanistyczne" 59 (2011) nr 8, s. 7-22.
- Suwerenność i godność osoby ludzkiej a totalitaryzm, w: Totalitaryzm - jawny czy ukryty?, red. P. Jaroszyński [i in.], Lublin: Fundacja "Lubelska Szkoła Filozofii Chrześcijańskiej" 2011, s. 107-115.
- U źródeł narodzin nowożytnych ontologii, "Studia Philosophiae Christianae" 47 (2011) nr 1, s. 37-50.
- Byt a dobro, w: Spór o dobro, nauk. A. Maryniarczyk, K. Stępień, P. Gondek, Lublin: PTTA 2012, s. 33-51.
- Metafizyka jako ancilla scientiae: (Nauki przyrodnicze: metafizyka - wiara), "Rocznik Teologii Katolickiej" 11 (2012) nr 1, 59-76.
- Metafizyka osoby: Św. Tomasz z Akwinu, Mieczysław A. Krąpiec, Karol Wojtyła, w: Spór o osobę w świetle klasycznej koncepcji człowieka, nauk. P. S. Mazur, Kraków: Wyd. WAM 2012, s. 83-100.
- Mieczysława A. Krąpca wkład w rozwój filozofii i kultury, w: W trosce o rozumienie człowieka, nauk. A. Maryniarczyk, T. Duma, K. Stępień, Lublin: PTTA 2012, s. 209-218.
- Substancja jako klucz do rozumienia metafizyki Arystotelesa: Od fizykalnego do metafizycznego pojęcia substancji, w: Substancja, M. Piwowarczyk, Wrocław: Wyd. UWr 2012, s. 9-29.
- Homo Viator, "Człowiek w Kulturze" 23 (2013), s. 29-36.
- Kreacjonizm filozoficzny, w: Jaki początek?, 1: Wiara i rozum o początku świata, red. R. Pietkiewicz, Wrocław: Papieski Wydział Teologiczny 2013, s. 69-118.
- The Metaphysical Cognition of the Person, "Espuitu" (Barcelona) 58 (2013) nr 1, s. 361-372.
- Piękno - zagubione transcendentale?, w: Spór o piękno, nauk. A. Maryniar- czyk, K. Stępień, Z. Pańpuch, Lublin: PTTA 2013, s. 63-82.
- Spór o opóźnioną animację: Prawdziwy czy pozorny problem?, w: Wokół genezy człowieka: Studia i rozprawy, P. S. Mazur, Kraków: Wyd. WAM 2013, s. 55-90.
- Źródła i skutki odrzucenia natury ludzkiej, "Wychowawca" 5 (2013), s. 8-11.
- Błąd metafizyczny i jego skutki w kulturze, w: Sztuka i realizm = Art and reality: Księga pamiątkowa z okazji jubileuszu urodzin i pracy naukowej na KUL profesora Henryka Kieresia, T. Duma, A. Maryniarczyk, P. Sulenta, Lublin: PTTA 2014, s. 499-522.
- Bonum Sequitur Esse, "Studia Gilsoniana" 3 (2014), s. 335-345.
- Cóż po filozofii św. Tomasza z Akwinu w czasach postmetafizycznych?, "Rocznik Tomistyczny" 3 (2014), s. 11-21.
- Odkrycie natury bytów i jej wielorakie rozumienie, w: Spór o naturę ludzką, nauk. A. Maryniarczyk, K. Stępień, A. Gudaniec, Lublin: PTTA 2014, s. 4767.
- Osoba a wielokulturowość, "Człowiek w Kulturze" 24 (2014), s. 17-25.
- Życie, działalność naukowo-dydaktyczna oraz posługa akademicka biskupa profesora Ignacego Deca, w: Misericordia et veritas, A. Tomko, t. 1, Wrocław: Papieski Wydział Teologiczny 2014, s. 27-40.
- Źródła i skutki odrzucenia natury ludzkiej, w: Rewolucja genderowa, Z. Klafka, Toruń: Wydawnictwo Wyższej Szkoły Kultury Społecznej i Medialnej 2014, s. 25-38.
- Filozoficzno-kulturowe źródła totalitaryzmów XX wieku w ujęciu Jana Pawła II, "Człowiek w Kulturze" 25 (2015), s. 27-41.
- Analogiczna teoria znaczenia terminów językowych: Elementy metafizyki języka, "Roczniki Humanistyczne" 63 (2015) nr 8, s. 21-36.
- Czym i dlaczego jest życie? Analizy metafizyczne, w: Spór o początek i koniec życia ludzkiego, nauk. A. Maryniarczyk, A. Gudaniec, Z. Pańpuch, Lublin: PTTA 2015, s. 65-115.The Lublin Philosophical School: Founders, Motives, Characteristics (z: M. A. Krąp- cem), transl. H. McDonald, "Studia Gilsoniana" 4 (2015) nr 4, s. 405-422.
- The Lublin Philosophical School: Historical Development and Future Prospects (z: M. A. Krąpiec), transl. H. McDonald, "Studia Gilsoniana" 4 (2015) nr 4, s. 423-441.
- Problem metody poznania realistycznego: Abstrakcja czy separacja?, w: Epistemologia, S. Janeczek, A. Starościc, Lublin: Wyd. KUL 2015, s. 77-100.
- Stanąć na straży prawego sumienia, w: Obrońca prawdy: Materiały z konferencji: O prawdzie w życiu publicznym, Lublin: Fundacja Niepodległości 2015, s. 207-211.
- Antropologiczne podstawy wychowania w przedszkolu katolickim: Kogo, dlaczego, w jakim celu wychowywać?, w: Katolickie wychowanie dziecka: Rodzina, przedszkole, Kościół, A. Kiciński, M. Opiela, Lublin: Wyd. KUL 2016, s. 11-24.
- Antropologiczno-metafizyczne podstawy adekwatnej teorii wychowania w ujęciu twórców Filozoficznej Szkoły Lubelskiej, "Polska Myśl Pedagogiczna" 2 (2016) nr 2, s. 103-115.
- The Discovery of the Existence of the Absolute in Existential Metaphysics, H. McDonald, "Studia Gilsoniana" 5 (2016) nr 4, s. 649-672.
- Metaphysics in the Lublin Philosophical School (z: M. A. Krąpcem), transl. H. McDonald, "Studia Gilsoniana" 5 (2016) nr 2, s. 391-427.
- On the Transcendental Properties of Real Beings, H. McDonald, "Studia Gilsoniana" 5 (2016) nr 2, s. 429-444.
- Participation: "A Descending Road" of the Metaphysical Cognition of Being, H. McDonald, "Studia Gilsoniana" 5 (2016) nr 4, s. 673-688.
- Philosophical Creationism: Thomas Aquinas Metaphysics of "Creatio ex nihilo", "Studia Gilsoniana" 5 (2016) nr 1, s. 217-268.
- Prawda o osobie ludzkiej źródłem i obroną tożsamości kultury Zachodu, "Człowiek w Kulturze" 26 (2016), s. 21-39.
- Spór o rozumienie człowieka, w: Wokół antropologii Karola Wojtyły, nauk. A. Maryniarczyk, P. Sulenta, T. Duma, Lublin: PTTA 2016, s. 89-100.
- Analogia i jej funkcja w poznaniu metafizycznym, w: Metafizyka, S. Janeczek, A. Starościc, t. 2, Lublin: Wyd. KUL 2017, s. 147-166.
- Compositons of Being: Metaphysical andNon-Metaphysical Ways of Understanding and Discerning Them, tłum. H. McDonald, "Studia Gilsoniana" 6 (2017) nr 2, s. 269-286.
- Metafizyczny status embrionu ludzkiego: W poszukiwaniu podstaw godności osoby ludzkiej, w: Wobec in vitro, J. Grzybowski, F. Longchamps de Berier, Kielce: Wyd. Jedność 2017, s. 173-205.
- Metafizyka Arystotelesa - uniwersalny paradygmat filozofii, w: O metafizyce Arystotelesa: U podstaw filozofowania realistycznego, nauk. A. Maryniarczyk, N. Kunat, A. Pańpuch, Lublin: PTTA 2017, s. 103-123.
- O posłudze i zadaniach Uniwersytetu na dziś: Mieczysława A. Krąpca koncepcja uniwersytetu, "Człowiek w Kulturze" 27 (2017), s. 67-80.
- Wykład z metafizyki: Z dydaktyki metafizyki, w: Metafizyka, S. Janeczek, A. Starościc, t. 1, Lublin: Wyd. KUL 2017, s. 443-469.
- ABC odbudowy cywilizacji łacińsko-chrześcijańskiej według Etienne Gilsona i Mieczysława A. Krąpca OP, "Człowiek w Kulturze" 28 (2018), s. 19-37.
- Człowiek bez sumienia?, w: św. Tomasz z Akwinu, Dysputy o sumieniu: Dysputy problemowe o prawdzie. Kwestie 16 i 17, przekł. A. Białek, Lublin: PTTA 2018, s. 283-300.
- Czy św. Tomasz z Akwinu "ochrzcił" Arystotelesa?, w: Blask Christianitatis: Akademia Genius loci - zapis zgromadzonych materiałów, Poznań: Muzeum Archeologiczne 2018, s. 105-113.
- Teoria kreacjonizmu jako punkt zwrotny w wyjaśnianiu świata i człowieka, w: Nieprzemijająca nowość filozofii św. Tomasza z Akwinu, nauk. A. Maryniarczyk, N. Gondek, W. Daszkiewicz, Lublin: PTTA 2018, s. 55-82.
- Trudne związki logiki z metafizyką, w: Logika, S. Janeczek, M. Tkaczyk, A. Starościc, cz. 2, Lublin: Wyd. KUL 2018, s. 9-32.
- U podstaw rozumienia prawdy, w: św. Tomasz z Akwinu, Dysputa o prawdzie: Dysputy problemowe o prawdzie. Kwestia 1, przekł. A. Białek, wyd. 2, Lublin: PTTA 2018, s. 161-178.
- "The Universal Encyclopedia of Philosophy": An Introduction, "Studia Gilsoniana" 7 (2018) nr 4, s. 545-548.
- Bez prawdy (o dobru) nie ma miłości, w: Niepodległa Polska Królestwem Chrystusa, M. Chmielewski, A. Flaga, Kraków: Rycerstwo Jezusa Chrystusa Króla 2019, s. 95-107.
- Czy dusza ludzka jest płciowa? W poszukiwaniu prawdy o ludzkiej płciowości, "Seminare" 40 (2019) nr 3, s. 47-80.
- Ewolucja czy kreacja?, "Ateneum Kapłańskie" 173 (2019) z. 3, s. 462-488.
- Filozofia jako metafizyka w lubelskiej szkole filozoficznej, w: Lubelska szkoła filozoficzna: Historia - koncepcje - spory, A. Lekka-Kowalik, P. Gondek, Lublin: Wydawnictwo KUL 2019, s. 93-110 (Philosophy as Metaphysics in the Lublin Philosophical School, w: The Lublin Philosophical School: History - Concepts - Disputes (ebook), ed. A. Lekka-Kowalik, P. Gondek, Lublin: Wydawnictwo KUL 2020, s. 101-119).
- Kłopoty z rozumieniem natury, w: Genius vitae: Księga pamiątkowa dedykowana Panu Profesorowi Marianowi Józefowi Wnukowi, S. Janeczek, Z. Wróblewski, A. Starościc, Lublin: Wyd. KUL 2019, s. 211-229.
- Metafizyka ogniskową filozofii realistycznej: Mieczysława A. Krąpca wkład do filozofii współczesnej, w: Spór o metafizykę: W10. rocznicę śmierci o. Mieczysława A. Krąpca OP, nauk. A. Maryniarczyk, N. Gondek, A. Mamcarz- -Plisiecki, Lublin: PTTA 2019, s. 295-306.
- O realistycznej metafizyce: Od Arystotelesa do Krąpca i z powrotem, w: Spór o metafizykę: W10. rocznicę śmierci o. Mieczysława A. Krąpca OP, nauk. A. Maryniarczyk, N. Gondek, A. Mamcarz-Plisiecki, Lublin: PTTA 2019, s. 73-90.
- "Parvus error inprincipio magnus est infine": Thomas Aquinas’sReinterpretation of the Understanding of Being and Essence as the Basis for the Discovery of the First Cause as "Ipsum Esse", "Roczniki Filozoficzne" 67 (2019) nr 4, s. 27-51.
- Pierwszy polski metafizyk: Mieczysława A. Krąpca koncepcja współczesnej metafizyki realistycznej, w: Pierwszy polski metafizyk, A. Maryniarczyk, P. Gondek, K. Stępień, Lublin: PTTA 2016, s. 27-60 (oraz w: Spór o metafizykę: W10. rocznicę śmierci o. Mieczysława A. Krąpca OP, red. nauk. A. Maryniarczyk, N. Gondek, A. Mamcarz-Plisiecki, Lublin: PTTA 2019, s. 307-337).
- Pulchrum sequitur esse rei: U źródeł transcendentalności piękna, "Ethos" 32 (2019) nr 3, s. 49-67.
- Rola filozofii greckiej w budowaniu chrześcijańskiej cywilizacji Europy, w: Geniusz Europy: Cykl poświęcony cywilizacji europejskiej, A. Stempin, Poznań: Muzeum Archeologiczne 2019, s. 109-119.
- The Dispute over Delayed Animation: When Does a Human BeingBegin?, "Studia Gilsoniana" 9 (2020) nr 3, s. 423-465.
- Dyktatura nowoczesności w filozofii, w: Kim jest człowiek? Współczesne debaty antropologiczne, nauk. A. Maryniarczyk, N. Gondek, Lublin: PTTA 2020, s. 159-174.
- Is the Human Soul Sexed? In Search for the Truth on Human Sexuality, "Studia Gilsoniana" 9 (2020) nr 1, s. 87-142.
- Metaphysical Creationism and the Paradoxes of Evolutionary Theism: A Contribution to the Discussion within Contemporary Thomism, "Roczniki Filozoficzne" 68 (2020) nr 4, s. 169-198.
- Mały błąd na początku wielkim jest na końcu, "Rocznik Tomistyczny" (2020) (w druku).
- From Standardization to Abstractionalization of Language: Problems Arising in Translating Realistic Metaphysics Text, "Roczniki Humanistyczne" 68 (2020) z. 8, s. 47-56.

### Wstępy i wprowadzenia[14]
- Słowo od Redakcji (z M. A. Krąpcem), w: Arystoteles, Metafizyka = Ta meta ta fysika = Metaphysiea, t. 1, red. nauk. A. Maryniarczyk, tekst pol. oprac.
- A. Krąpiec, A. Maryniarczyk, na podstawie tłum. T. Żeleźnika, Lublin: RW KUL 1996, s. I-III; wyd. 2, Lublin: PTTA 2017, s. 7-11.
- Słowo wstępne, w: V. Possenti, Nihilizm teoretyczny i „śmierć metafizyki", przekł. J. Merecki, Lublin: PTTA 1998, s. 5-8.
- Wprowadzenie, w: Poznanie bytu czy ustalanie sensów?, red. A. Maryniarczyk, M. J. Gondek, Lublin: PTTA 1999, s. 5-6.
- Wprowadzenie, w: św. Tomasz z Akwinu (S. Thomae Aquinatis), Quaestiones disputatae de veritate = Dysputy problemowe o prawdzie, tłum. A. Białek, Lublin: RW KUL 1999, s. 11-13 (oraz w: św. Tomasz z Akwinu, Dysputa o prawdzie: Dysputy problemowe o prawdzie. Kwestia 1, przekł. A. Białek, wyd. 2, Lublin: PTTA 2018, s. 9-11).
- Wprowadzenie, w: Rozum otwarty na wiarę: „»Fides et ratio« - w rocznicę ogłoszenia", red. A. Maryniarczyk, A. Gudaniec, Lublin: PTTA 2000, s. 7-10.
- Wprowadzenie, w: M. A. Krąpiec, O rozumienie świata, Lublin: Wyd. KUL 2002, s. 7.
- Wprowadzenie, w: Osoba i realizm w filozofii, red. nauk. A. Maryniarczyk, K. Stępień, Lublin: PTTA 2002, s. 7-11.
- Słowo od wydawcy, w: V. Possenti, Filozofia po nihilizmie: Spojrzenie na przyszłość filozofii, przeł. J. Merecki, Lublin: PTTA 2003, s. 5-7.
- Słowo od wydawcy, w: M.-D. Philippe, Pielgrzymowanie filozoficzne: List do przyjaciela, przeł. K. Kaczmarczyk, Lublin: PTTA 2003, s. 5-8.
- Wprowadzenie, w: Błąd antropologiczny, red. nauk. A. Maryniarczyk, K. Stępień, Lublin: PTTA 2003, s. 7-10.
- Wprowadzenie, w: św. Tomasz z Akwinu (S. Thomae Aquinatis), Quaestiones disputatae de bono, de appetitu boni et voluntate = Dysputy problemowe o dobru, o pożądaniu dobra i o woli, tłum. A. Białek, Lublin: Wyd. KUL 2003, s. 7-8 (oraz w: św. Tomasz z Akwinu, Dysputy o dobru: Dysputy problemowe o prawdzie. Kwestie 21-22, przekł. A. Białek, Lublin: PTTA 2019, s. 5-7).
- Słowo od Wydawcy, w: M. A. Krąpiec, Ludzka wolność i jej granice, Lublin: PTTA 2004, s. 5-6; wyd. 2 popr., Lublin: PTTA 2008, s. 5-6.
- Wprowadzenie: O miejscu metafizyki w filozofii, w: Metafizyka w filozofii, red. nauk. A. Maryniarczyk, K. Stępień, Lublin: PTTA 2004, s. 7-14.
- Wprowadzenie: Dlaczego potrzebny powrót analogii do filozofii?, w: Analogia w filozofii, red. nauk. A. Maryniarczyk, K. Stępień, P. Skrzydlewski, Lublin: PTTA 2005, s. 6-13.
- Słowo od polskiego wydawcy, w: B. Wald, Filozofia w studium teologii, tłum. J. Ja- kuszko, Lublin: PTTA 2006, s. 5-8.
- Słowo wprowadzenia, w: 400 lat Witowa: 1606-2006, red. A. Maryniarczyk, Witów-Lublin: Parafia Matki Bożej Szkaplerznej-PTTA 2006, s. 5-7.
- Wprowadzenie, w: Substancja, natura, prawo naturalne, red. nauk. A. Maryniarczyk, K. Stępień, P. Gondek, Lublin: PTTA 2006, s. 9-12.
- Wprowadzenie, w: św. Tomasz z Akwinu (S. Thomae Aquinatis), Quaestiones disputatae de ideis, de scientia Dei = Dysputy problemowe o ideach, o wiedzy Boga, tłum. A. Białek, Lublin: Wyd. KUL 2006, s. 7-12.
- Wprowadzenie: Odzyskać prawdę o człowieku, w: Dusza, umysł, ciało: Spór o jedność bytową człowieka, red. nauk. A. Maryniarczyk, K. Stępień, Lublin: PTTA 2007, s. 7-10.
- Słowo wstępne: W dialogu poszukiwać prawdy, w: O człowieku, z M. A. Krąpcem rozm. R. J. Weksler-Waszkinel, Lublin: PTTA 2008, s. 5-10 (Foreword: To Seek the Truth in Dialogue, w: On Man, trans. W. Hansen, Lublin: PTTA 2012, s. 5-9; Vstuplenie: Iskat istinu v dialoge, w: O ćeloveke, per. J. Zaloska, Ljublin: Pol’skoe Obśestvo Fomy Akvinskogo 2015, s. 5-10).
- Wprowadzenie, w: św. Tomasz z Akwinu (S. Thomae Aquinatis), Quaestiones disputatae de sensualitate, de passionibus animae = Dysputy problemowe o zmysłowości, o uczuciach, tłum. A. Białek, Lublin: Wyd. KUL 2008, s. 7-9 (oraz w: św. Tomasz z Akwinu, Dysputy o uczuciach: Dysputy problemowe o prawdzie. Kwestie 25-26, przekł. A. Białek, wyd. 2, Lublin: PTTA 2020, s. 5-8).
- Wprowadzenie: Rozpoznać cel i odkryć rozumną przyczynę świata, w: Spór o cel: Problematyka celu i celowościowego wyjaśniania, red. nauk. A. Maryniarczyk, K. Stępień, P. Gondek, Lublin: PTTA 2008, s. 7-10.
- Słowo od Wydawcy, w: V. Possenti, Trzecie żeglowanie: Filozofia bytu a przyszłość metafizyki, tłum. A. Fligel-Piotrowska, J. Merecki, Lublin: PTTA 2009, s. 5-6.
- Słowo od Wydawcy, w: M. A. Krąpiec, Człowiek i prawo naturalne, Lublin: PTTA 2009, s. 5-7.
- Słowo wprowadzenia, w: Powszechna encyklopedia filozofii, t. 10: Suplement, Lublin: PTTA 2009, s. 11-13.
- Słowo wstępne: Poznawać czy myśleć, w: O poznawaniu, z M. A. Krąpcem rozm. H. Kiereś, Lublin: PTTA 2009, s. 5-11.
- Wprowadzenie, w: Spór o rozumienie filozofii, red. nauk. A. Maryniarczyk, K. Stępień, Lublin: PTTA 2009, s. 7-10.
- Słowo wprowadzenia, w: Polski Arystoteles XX wieku, red. A. Maryniarczyk, Lublin: PTTA 2010, s. 5-9.
- Wprowadzenie, w: św. Tomasz z Akwinu (S. Thomae Aquinatis), Quaestiones disputatae de synderesi, de conscientia = Dysputy problemowe o synderezie, o sumieniu, tłum. A. Białek, Lublin: Wyd. KUL 2010, s. 7-11 (oraz w: św. Tomasz z Akwinu, Dysputy o sumieniu: Dysputy problemowe o prawdzie. Kwestie 16 i ij, przekł. A. Białek, Lublin: PTTA 2018, s. 5-10).
- Wprowadzenie: Uczucia darem czy balastem?, w: Osoba i uczucia, red. nauk. A. Maryniarczyk, K. Stępień, P. Gondek, Lublin: PTTA 2010, s. 7-10.
- Słowo od Wydawcy, w: P. Jaroszyński, Metafizyka czy ontologia?, Lublin: PTTA 2011, s. 5-8.
- Słowo wprowadzenia, w: Encyklopedia filozofii polskiej, red. nacz. A. Maryniar- czyk, t. 1, Lublin: PTTA 2011, s. 9-16.
- Słowo wprowadzenia, w: Promotor kultury klasycznej, red. A. Maryniarczyk, T. Duma, K. Stępień, Lublin: PTTA 2011, s. 5-9.
- Słowo wstępne: W poszukiwaniu sprawiedliwego prawa, w: O prawie, z M. A. Krąpcem rozm. K. Wroczyński, Lublin: PTTA 2011, s. 5-9.
- Wprowadzenie, w: Spór o prawdę, red. nauk. A. Maryniarczyk, K. Stępień, P. Gondek, Lublin: PTTA 2011, s. 7-10.
- Słowo od Wydawcy, w: V. Possenti, Zarys filozofii polityki, przekł. A. Fligel, Lublin: PTTA 2012, s. 5-8.
- Słowo od Wydawcy, w: J. Sochoń, Religia w projekcie postmodernistycznym, Lublin: PTTA 2012, s. 5-9.
- Słowo wprowadzenia, w: Słownik - przewodnik filozoficzny, red. nacz. A. Maryniarczyk, Lublin: PTTA 2012, s. 7-9.
- Słowo wprowadzenia, w: W trosce o rozumienie człowieka, red. nauk. A. Mary- niarczyk, T. Duma, K. Stępień, Lublin: PTTA 2012, s. 5-8.
- Wprowadzenie, w: Spór o dobro, red. nauk. A. Maryniarczyk, K. Stępień, P. Gondek, Lublin: PTTA 2012, s. 7-10.
- Słowo od Wydawcy, w: Aleksander z Afrodyzji, O duszy, przekł. M. Komsta, Lublin: PTTA 2013, s. 5-8.
- Słowo od Wydawcy, w: św. Tomasz z Akwinu, Komentarz do “Hermeneutyki" Arystotelesa, przekł., wprowadzenie i komentarz A. Stefańczyk, Lublin: PTTA 2013, s. 5-8.
- Słowo od Wydawcy, w: Z. J. Zdybicka, Religia a religioznawstwo, Lublin: PTTA 2013, s. 5-7.
- Słowo wprowadzenia, w: W trosce o godziwe prawo, red. nauk. A. Maryniarczyk, T. Duma, K. Stępień, Lublin: PTTA 2013, s. 5-8.
- Wprowadzenie, w: Spór o piękno, red. nauk. A. Maryniarczyk, K. Stępień, Z. Pańpuch, Lublin: PTTA 2013, s. 7-10.
- Słowo wprowadzenia, w: O uniwersytecie, red. nauk. A. Maryniarczyk, T. Duma, K. Stępień, Lublin: PTTA 2014, s. 5-12.
- Słowo wstępne: „Poznaj samego siebie", w: O etyce, z M. A. Krąpcem rozm. P. Jaroszyński, Lublin: PTTA 2014, s. 5-9.
- Wprowadzenie, w: Spór o naturę ludzką, red. nauk. A. Maryniarczyk, K. Stępień, A. Gudaniec, Lublin: PTTA 2014, s. 7-11.
- Słowo od Wydawcy, w: W. Dłubacz, Problem Absolutu w filozofii Arystotelesa, Lublin: PTTA 2015, s. 5-7.
- Słowo od Wydawcy, w: M. A. Krąpiec, Język i świat realny, wyd. 2, Lublin: PTTA 2015, s. 5-7.
- Słowo wprowadzenia, w: O polityce, red. nauk. A. Maryniarczyk, T. Duma, K. Stępień, Lublin: PTTA 2015, s. 5-8.
- Słowo od Wydawcy, w: Temistiusz, Parafraza „O duszy" Arystotelesa, przekł., wprowadzenie i komentarz M. A. Komsta, Lublin: PTTA 2015, s. 5-7.
- Wprowadzenie, w: Z. Pańpuch, W poszukiwaniu szczęścia: Śladami aretologii Platona i Arystotelesa, Lublin: PTTA 2015, s. 5-7.
- Wprowadzenie, w: Z. Pańpuch, Szczęście a polityka: Aretologiczne podstawy politologii Platona i Arystotelesa, Lublin: PTTA 2015, s. 5-7.
- Wprowadzenie, w: Spór o początek i koniec życia ludzkiego, red. nauk. A. Maryniarczyk, A. Gudaniec, Z. Pańpuch, Lublin: PTTA 2015, s. 7-10.
- Wprowadzenie, w: K. Stępień, W poszukiwaniu podstaw racjonalności prawa, Lublin: PTTA 2015, s. 5-7.
- Wprowadzenie, w: W. Dłubacz, Problem Absolutu w filozofii Arystotelesa, wyd. 2 poszerz., Lublin: PTTA 2015, s. 5-7.
- Wprowadzenie, w: B. Kiereś, U podstaw pedagogiki personalistycznej: Filozoficzny kontekst sporu o wychowanie, Lublin: PTTA 2015, s. 7-9.
- Wprowadzenie, w: A. Gudaniec, Paradoks bezinteresownej miłości: Studium z antropologii filozoficznej na podstawie tekstów św. Tomasza z Akwinu, Lublin: PTTA 2015, s. 7-9.
- Wprowadzenie, w: B. Czupryn, Prawda o człowieku fundamentem rozwoju osobowego, Lublin: PTTA 2015, s. 7-9.
- From the Publisher = Od Wydawcy, w: K. Wojtyła, Considerations on the Essence of Man = Rozważania o istocie człowieka, transl. J. Grondelski, Lublin-Roma: PTTA-SITA 2016, s. 5-13.
- Słowo wprowadzenia, w: Pierwszy polski metafizyk, red. A. Maryniarczyk, P. Gondek, K. Stępień, Lublin: PTTA 2016, s. 5-10.
- Wprowadzenie, w: Wokół antropologii Karola Wojtyły, red. nauk. A. Maryniarczyk, P. Sulenta, T. Duma, Lublin: PTTA 2016, s. 7-13.
- From the Publisher = Od Wydawcy, w: K. Wojtyła, Ethics Primer = Elementarz etyczny, transl. H. McDonald, Lublin-Roma: PTTA-SITA 2017, s. 5-15.
- Słowo od Wydawcy, w: V. Possenti, Osoba nową zasadą, przekł. J. Merecki, Lublin: PTTA 2017, s. 5-7.
- Słowo od Wydawcy, w: Z. J. Zdybicka, Partycypacja bytu, Lublin: PTTA 2017, 5-9.
- Słowo wprowadzenia: Dobro wspólne czy wspólnota dóbr, w: O dobru wspólnym, red. nauk. A. Maryniarczyk, T. Duma, K. Stępień, Lublin: PTTA 2017, s. 5-9.
- Wprowadzenie, w: O metafizyce Arystotelesa: U podstaw filozofowania realistycznego, red. nauk. A. Maryniarczyk, N. Kunat, A. Pańpuch, Lublin: PTTA 2017, s. 7-10.
- Słowo od Wydawcy, w: Temistiusz, Parafraza księgi XII„Metafizyki" Arystotelesa, przekł., wprowadzenie i komentarz M. A. Komsta, Lublin: PTTA 2018, s. 5-8.
- Słowo wprowadzenia, w: O realizm w filozofii, red. nauk. A. Maryniarczyk, T. Duma, K. Stępień, Lublin: PTTA 2018, s. 5-9.
- Wprowadzenie, w: Nieprzemijająca nowość filozofii św. Tomasza z Akwinu, red. nauk. A. Maryniarczyk, N. Gondek, W. Daszkiewicz, Lublin: PTTA 2018, s. 7-11.
- Wprowadzenie, w: Spór o metafizykę: W10. rocznicę śmierci o. Mieczysława A. Krąp- ca OP, red. nauk. A. Maryniarczyk, N. Gondek, A. Mamcarz-Plisiecki, Lublin: PTTA 2019, s. 7-10.
- Introduction = Wprowadzenie, w: S. Kamiński, On the Methodology of Metaphysics = Z metodologii metafizyki, transl. M. B. Stępień, Lublin-Roma: PTTA- SITA 2018, s. 5-14.
- Słowo wprowadzenia, w: W służbie uniwersytetu i Kościoła, red. nauk. A. Maryniarczyk, T. Duma, K. Stępień, Lublin: PTTA 2019, s. 5-9.
- A Word from the Publisher = Słowo od Wydawcy, w: S. Kamiński, On the Methods of Contemporary Metaphysics = Metody współczesnej metafizyki, transl. M. B. Stępień, Lublin-Roma: PTTA-SITA 2019, s. 5-11.
- A Word from the Publisher = Słowo od Wydawcy, w: S. Kamiński, On the Metap- hysical Cognition = O poznaniu metafizycznym, transl. M. B. Stępień, Lublin-Roma: PTTA-SITA 2020, s. 5-8.
- Słowo od Wydawcy, w: P. Jaroszyński, Kultura: Dramat natury i osoby, Lublin: PTTA 2020, s. 5-7.
- Słowo od Wydawcy, w: H. Kiereś, Filozofia sztuki, Lublin: PTTA 2020, s. 5-7.
- Słowo od Wydawcy, w: T. Kuczyński, Duch jako forma ciała: Św. Tomasza z Akwinu metafizyka człowieka, Lublin: PTTA 2020, s. 5-7.
- Słowo od Wydawcy, Arystoteles, Analityki pierwsze, Analityki wtóre, przekł. i oprac. M. A. Wesoły, red. tomu A. Maryniarczyk, Lublin: PTTA 2020, s. 5-11.
- Słowo od Wydawcy, w: V. Possenti, Powrót do bytu: Pożegnanie z metafizyką nowożytną, przekł. J. Merecki, Lublin: PTTA 2020, s. 5-7.
- Wprowadzenie, w: Kim jest człowiek? Współczesne debaty antropologiczne, red. nauk. A. Maryniarczyk, N. Gondek, Lublin: PTTA 2020, s. 7-10.

## Rozprawy doktorskie napisane pod kierunkiem ks. prof. dr hab. Andrzeja Maryniarczyka SDB[15]
1996
- Mgr Danuta Kreft, Specyfika filozofowania w szkole lubelskiej, Lublin 1996 (rec. ks. prof. dr hab. E. Morawiec, UKSW, prof. dr hab. M. A. Krąpiec OP, KUL).

1997
- Mgr Krzysztof Paczos MIC, Kwestia obiektywności praw ekonomicznych na przykładzie teorii Adama Smitha: filozoficzne podstawy teorii Adama Smitha, Lublin 1997 (rec. ks. dr hab. I. Dec, PWT Wrocław, prof. dr hab. R. Legutko, UJ, prof. dr hab. M. A. Krąpiec OP).

1998
- Mgr Piotr Stanisław Mazur, Podstawy wyróżnienia umysłowej władzy poznawczej człowieka i jej nazw w ujęciu św. Tomasza z Akwinu, Lublin 1998 (rec. ks. prof. dr hab. E. Morawiec, UKSW, prof. dr hab. M. A. Krąpiec OP, KUL).

Druk pt. O nazwach intelektu, Lublin: Wydawnictwo KUL 2004, s. 146.

1999
- Mgr Danuta Radziszewska-Szczepaniak, Podstawy koncepcji sublimacji uczuć u św. Tomasza z Akwinu, Lublin 1999 (rec. ks. prof. dr hab. I. Dec, PWT Wrocław, prof. dr hab. M. A. Krąpiec OP, KUL).

Druk: Olsztyn: Wydawnictwo Uniwersytetu Warmińsko-Mazurskiego 2002, s. 141.
- Mgr Paweł Skrzydlewski, Wolność człowieka i sposób jej realizacji w cywilizacji łacińskiej w ujęciu Feliksa Konecznego, Lublin 1999 (rec. prof. dr hab. T. Kwiatkowski, UMCS, prof. dr hab. M. A. Krąpiec OP, KUL).

Druk pt. Wolność człowieka w cywilizacji łacińskiej w ujęciu Feliksa Konecznego, Lublin: Wydawnictwo KUL 2013, s. 313.
- Mgr Stefan Klemczak, Dola ludzka w „Boskiej komedii” czyli dialektyka i metafizyka dosiężnej podróży Dantego, Lublin 1999 (rec. prof. dr hab. W. Stróżewski, UJ, prof. dr hab. M. A. Krąpiec OP, KUL);

2000
- Mgr Piotr Iwański, Koncepcja filozofii ks. Piotra Chojnackiego, Lublin 2000 (rec. ks. prof. dr hab. E. Morawiec, UKSW, ks. prof. dr hab. S. Wielgus, KUL).

Druk pt. Ks. Piotra Chojnackiego koncepcja filozofii, Busko-Zdrój: Wydawnictwo Eudajmonia-Zdrój, 2009, s. 277.

2002
- Ks. mgr Jan Jankowski, Epistemiczno-metafizyczne podstawy koncepcji „społeczeństwa otwartego” Karla Raimunda Poppera, Lublin 2002 (rec. prof. dr hab. H. Jakuszko, UMCS, dr hab. H. Kiereś, prof. KUL).
- Mgr Peter Fotta OP (Trnavà, Słowacja), Mieczysława A. Krąpca koncepcja filozofii realistycznej, Lublin 2002 (rec. ks. dr hab. Ignacy Dec, PWT Wrocław, dr hab. H. Kiereś, prof. KUL).2003

- Mgr Paweł Furdzik OCD, Kontemplacja jako przejaw najdoskonalszego życia osobowego człowieka w ujęciu świętego Tomasza z Akwinu, Lublin 2003 (rec. ks. prof. dr hab. E. Morawiec, UKSW, prof. Z. J. Zdybicka USJK, KUL).

2004
- Mgr Tomasz Duma, Gallusa Mansera teoria aktu i możności jako podstawa rozumienia tomizmu, Lublin 2004 (rec. ks. prof. dr hab. E. Morawiec, UKSW, dr hab. Henryk Kiereś, prof. KUL).

Druk pt. Akt i możność w filozofii realistycznej: Gallusa Mansera interpretacja teorii aktu i możności, Lublin: Wydawnictwo KUL 2008, s. 257.
- Ks. mgr Imrich Degro (Słowacja), Problem ludzkiej wolności i jej granice w ujęciu św. Tomasza z Akwinu i Mieczysława A. Krąpca, Lublin 2004 (rec. ks. prof. J. Sochoń, UKSW, dr hab. W. Dłubacz, prof. KUL).
- Mgr Paweł Gondek, Problem celowości w filozofii Arystotelesa, Lublin 2004 (rec. ks. prof. E. Morawiec, UKSW, dr hab. W. Dłubacz, prof. KUL).

2005
- Ks. mgr Marko Rozkoš (Rožemberok, Słowacja), Antropologiczno-metafizyczne podstawy zależności prawa stanowionego od prawa naturalnego w ujęciu św. Tomasza z Akwinu i Mieczysława A. Krąpca, Lublin 2005, s. 367 (rec. dr hab. M. Piechowiak, prof. UZ, dr hab. W. Dłubacz, prof. KUL).
- Mgr Teresa Bojarska-Szot, Tomasza z Akwinu koncepcja jakości działaniowych (habitus operativi), Lublin 2005, s. 186 (rec. prof. dr hab. Feliks Krause, UG, dr hab. H. Kiereś, prof. KUL);
- Mgr Zbigniew Pańpuch, Arete jako sposób spełniania się człowieka według Platona i Arystotelesa, Lublin 2005, s. 423 (rec. prof. dr hab. D. Krynicka-Siury, UW, prof. dr hab. P. Jaroszyński, KUL).

Druk pt. W poszukiwaniu szczęścia: śladami aretologii Platona i Arystotelesa, Lublin: Wydawnictwo PTTA, Wydawnictwo KUL 2015, s. 331; Szczęście a polityka: aretologiczne podstawy politologii Platona i Arystotelesa, Lublin: Wydawnictwo PTTA, Wydawnictwo KUL 2015, s. 304.

2006
- Mgr Arkadiusz Gudaniec, Paradoks miłości bezinteresownej. Studium z antropologii filozoficznej na podstawie tekstów św. Tomasza z Akwinu, Lublin 2006, s. 255 (rec. ks. prof. dr hab. E. Morawiec, UKSW, dr hab. H. Kiereś, prof. KUL).

Druk pt. Paradoks bezinteresownej miłości: studium z antropologii filozoficznej na podstawie tekstów św. Tomasza z Akwinu, Lublin: Wydawnictwo PTTA, Wydawnictwo KUL 2015, s. 298.
- S. mgr Gabriela Šarníkowá OP (Rožemberok, Słowacja), Praktyka cnót jako droga doskonalenia życia osobowego człowieka w ujęciu Jacka Woronieckiego, Lublin 2006, s. 344 (rec. ks. bp. prof. I Dec, PWT Wrocław, dr hab. H. Kiereś, prof. KUL).
- Ks. mgr Wojciech Gretka, Teoria aktu i możności w wyjaśnianiu dynamizmu osoby ludzkiej w ujęciu Arystotelesa, św. Tomasza z Akwinu i Mieczysława Alberta Krąpca, Lublin 2006, s. 228 (rec. ks. prof. dr hab. E. Morawiec, UKSW, dr hab. H. Kiereś, prof. KUL).
- Mgr Katarzyna Stępień, Spór o podstawy racjonalności prawa. Analiza wybranych stanowisk, Lublin 2006, s. 236 (rec. dr hab. M. Piechowiak, UZ, prof. dr hab. M. A. Krąpiec OP, KUL).

Druk pt. W poszukiwaniu podstaw racjonalności prawa, Lublin: Wydawnictwo PTTA, Wydawnictwo KUL 2015, s. 379.
- Mgr Andrzej Jastrzębski OMI, Koncepcja personalizmu szkoły bostońskiej: Bordena Parkera Bowne’a próba przezwyciężenia naturalizmu i materialistycznego ewolucjonizmu w rozumieniu człowieka, Lublin 2006, s. 222 (rec. ks. prof. dr hab. B. Gacka, UKSW, dr hab. H. Kiereś, prof. KUL).

Druk pt. Pierwszy personalista amerykański. Personalizm Bordena Parkera Bowne’a, Lublin: Towarzystwo Naukowe KUL 2008, s. 194.

2007
- Mgr Wojciech Daszkiewicz, Tomasza z Akwinu koncepcja intuicji intelektualnej i jej rola w poznawaniu rzeczywistości, Lublin 2007, s. 295 (rec. ks. prof. dr hab. E. Morawiec, UKSW, dr hab. W. Dłubacz, prof. KUL).

Druk pt. Intuicja intelektualna w metafizyce, Lublin: Towarzystwo Naukowe KUL 2014, s. 306.

2008
- Mgr Katarzyna Trębicka, Poznanie samego siebie w aktach refleksji intelektualnej w ujęciu św. Tomasza z Akwinu: analiza wybranych tekstów, Lublin 2008, s. 202 (rec. ks. prof. E. Morawiec, UKSW, dr hab. H. Kiereś, prof. KUL).
- Mgr Katarzyna Kowalewska (Suchenia), Johna Rawlsa koncepcja bezstronnej sprawiedliwości jako zasady organizującej prawny ład społeczny. Studium z podstaw filozofii prawa, Lublin 2008, s. 200 (rec. ks. prof. dr hab. R. Moń, UKSW, prof. dr hab. P. Jaroszyński, KUL).

2009
- Mgr Czesław Karwot, Człowiek jako system względnie izolowany w ujęciu Romana Ingardena. Studium z metafizyki człowieka, Lublin 2009 (rec. ks. prof. T. Biesaga SDB, WSFP „Ignatianum”, dr hab. H. Kiereś, prof. KUL).

2010
- Mgr Anna Nowakowska, Metafizyczno-antropologiczne implikacje New Age, Lublin 2010 (rec. dr hab. P. Mazanka CSSR, prof. UKSW, dr hab. R. Ptaszek, prof. KUL).

2011
- Mgr Tomasz Mioduszewski SAC, Źródła sporu o podstawy poznania realistycznego w lubelskiej szkole filozoficznej, Lublin 2011 (rec. prof. dr hab. P. Mazanka CSSR, UKSW, dr hab. H. Kiereś, prof. KUL).

Druk pt. Spór o realizm w lubelskiej szkole filozoficznej, Ząbki: Wydawnictwo „Apostolicum” 2013, s. 271.
- Mgr Anna Śpikowska, Czynniki wyznaczające naturę ludzką i sposoby jej aktualizacji w ujęciu św. Tomasza z Akwinu. Analiza wybranych tekstów i współczesnych komentarzy, Lublin 2011 (rec. ks. bp prof. dr hab. Ignacy Dec, PWT Wrocław, dr hab. K. Wroczyński, KUL).

2013
- Ks. mgr Grzegorz Szumera, Metafizyczne podstawy i konsekwencje teorii creatio ex nihilo: studium filozoficznej argumentacji na podstawie Summa contra Gentiles, Lublin 2013, s. 209 (rec. prof. dr hab. P. Mazanka CSSR, UKSW, dr hab. W. Dłubacz, prof. KUL).

Druk pt. Metafizyka stworzenia: świętego Tomasza teoria creatio ex nihilo, Lublin: Towarzystwo Naukowe KUL 2017, s. 221.
- Mgr Emil Ragan (Słowacja), Transcendencja osoby w ujęciu Mieczysława A. Krąpca i Karola Wojtyły, Lublin 2013 (rec. dr hab. P. S. Mazur, prof. AI Kraków, dr hab. H. Kiereś, prof. KUL).
- Mgr Reet Otsason, Tomaszowa koncepcja anima separata jako podstawa do rozumienia aktów osobowych człowieka, Lublin 2013 (rec. prof. dr hab. A. Andrzejuk, UKSW, dr hab. W. Bajor, prof. KUL).

2014
- Mgr Grzegorz Frejlich, Koncepcja otwartości bytu w ujęciu Erica Lionela Mascalla, Lublin 2014 (rec. prof. dr hab. P. Mazanka CSSR, UKSW, dr hab. W. Dłubacz, prof. KUL).

2015
- Mgr Jakub Wozinski, Antropologiczne podstawy Murraya Rothbarda teorii działania, Lublin 2015, s. 187 (rec. dr hab. P. S. Mazur, prof. AI Kraków, dr hab. J. Kłos, prof. KUL).

Druk pt. Antropologia libertarianizmu (e-book), Będzin: Wydawnictwo E-bookowo 2015, s. 199.
- Mgr Alina Kruszewicz-Kowalewska, Antropologiczno-metafizyczne podstawy godności osoby ludzkiej w filozofii św. Tomasza z Akwinu i Immanuela Kanta, Lublin 2015, s. 231 (rec. dr hab. J. Tupikowski CMF, PWT Wrocław, dr hab. H. Kiereś, prof. KUL).

2016
- Ks. mgr Tomasz Mamełka, Przyczyny i skutki rugowania duszy ludzkiej w antropologii Kartezjusza, Johna Locke’a i Davida Hume’a: studium z metafizyki człowieka, Lublin 2016, s. 436 (rec. dr hab. P. Mazanka CSsR, UKSW, dr hab. Z. Pańpuch, KUL).
- Mgr Mateusz Kiereś, Metafizyczno-antropologiczne podstawy kultury w ujęciu Henryka Romanowskiego, Lublin 2016, s. 199 (rec. dr hab. P. Skrzydlewski, AI Kraków, dr hab. P. Gondek, KUL).

Druk pt. Spór o cywilizację: stanowisko Henryka Romanowskiego, Toruń: Wydawnictwo WSKSiM 2019, s. 272.

2018
- Ks. mgr Hubert Wiśniewski, Człowiek jako podmiot wolnego działania w ujęciu Mieczysława Alberta Krąpca i Timothy’ego O’Connora. Studium z antropologii filozoficznej, Lublin 2018, s. 218 (promotor pomocniczy dr hab. K. Stępień; rec. ks. dr hab. P. Mazanka CSsR, prof. UKSW, dr hab. J. Tupikowski CMF, prof. PWT).

2019
- Mgr Paulina Sulenta, Creatio ex nihilo, continuatio, conservatio jako przejawy mocy Boga. Studium z metafizyki realistycznej na podstawie św. Tomasza z Akwinu Quaestiones disputatae de potentia, Lublin 2019, s. 321 (promotor pomocniczy ks. dr hab. T. Duma, rec. prof. M. Karas, UJ, prof. A. Andrzejuk, UKSW).

W druku cz. I pt. O mocy Boga: studium z metafizyki stworzenia, Lublin: Polskie Towarzystwo Tomasza z Akwinu 2020.
- Ks. Gabriel Ragan (Słowacja), Koncepcja dobra wspólnego w ujęciu Mieczysława Alberta Krąpca. Studium z antropologii filozoficznej, Lublin 2019, s. 249 (rec. dr hab. P. S. Mazur, prof. AI, dr hab. J. Tupikowski CMF, prof. PWT).
- Ks. mgr Michael Nnamdi Konye (Nigeria), The Basis of Human Transcendence according to Mieczysław Albert Krąpiec, Lublin 2019, s. 298 (promotor pomocniczy ks. dr hab. T. Duma; rec. dr hab. G. Hołub, UPJPII, dr hab. J. Tupikowski CMF, prof. PWT).

2020
- Ks. mgr Robert Puzia CM, Istota filozofii według Josefa Piepera, Lublin 2020, s. 235 (promotor pomocniczy dr hab. Z. Pańpuch; rec. ks. dr hab. J. Grzybowski, prof. UKSW, dr hab. P. S. Mazur, prof. AI).